# Dipartimento di Ranérou-Ferlo
Il dipartimento di Ranérou-Ferlo (fr. Département de Ranérou-Ferlo) è un dipartimento del Senegal, appartenente alla regione di Matam. Il capoluogo è la città di Ranérou.
Si estende nella parte centro-occidentale della regione, nella parte centrale della grande pianura semidesertica del Ferlo.
Il dipartimento di Ranérou-Ferlo comprende 1 comune (il capoluogo) e 1 solo arrondissement (Vélingara), a sua volta suddiviso in 3 comunità rurali.